# Amtrak ACS-64
Die Amtrak ACS-64 oder Amtrak Cities Sprinter ist eine von Siemens Mobility in den USA (Sacramento/Kalifornien) gebaute Elektrolokomotive, welche die amerikanische Bahngesellschaft Amtrak seit Februar 2014 auf den Strecken des Northeast Corridor (Washington – New York – Boston und Philadelphia – Harrisburg) einsetzt.

## Geschichte
Amtrak betreibt seit 1971 den Fernverkehr auf den elektrifizierten Strecken im Nordosten der USA. Im 2010 veröffentlichten Strategieplan für die zukünftige Entwicklung der Fahrzeugflotte erwähnt Amtrak das erste Mal die Absicht, 70 Elektrolokomotiven zu beschaffen. Sie sollen einerseits die am Ende der Lebensdauer angekommenen 53 Lokomotiven der Baureihe AEM-7 und die wenig zuverlässige kleine Serie der HHP-8 ersetzen, anderseits aber auch dem Ausbau des Angebotes dienen. Im Oktober 2010 bestellte Amtrak für 466 Millionen Dollar die Lokomotiven bei Siemens.
Im Mai 2013 hat die erste Lok die Siemens-Fabrikhallen in Sacramento verlassen und wurde im Juni zu Tests ins Transportation Technology Center in Pueblo überführt.
Am 7. Februar 2014 erfolgte der erste Planeinsatz der neuen Lokomotive (Zug Northeast Regional #171 Boston–Washington).
Am 12. Mai 2015 ereignete sich der Eisenbahnunfall von Port Richmond, bei dem Lok 601 mit dem Northeast-Regional-Zug 188 in einer Kurve bei Philadelphia aufgrund überhöhter Geschwindigkeit entgleiste. Bei dem Unglück kamen acht Menschen ums Leben, 200 wurden verletzt. Beim Eisenbahnunfall von Chester am 3. April 2016 starben zwei Gleisarbeiter, während sich der konstruktive Schutz beim Aufprall auf den Bagger bewährte. Am 2. Juni 2016 wurde die letzte Lokomotive an Amtrak übergeben.

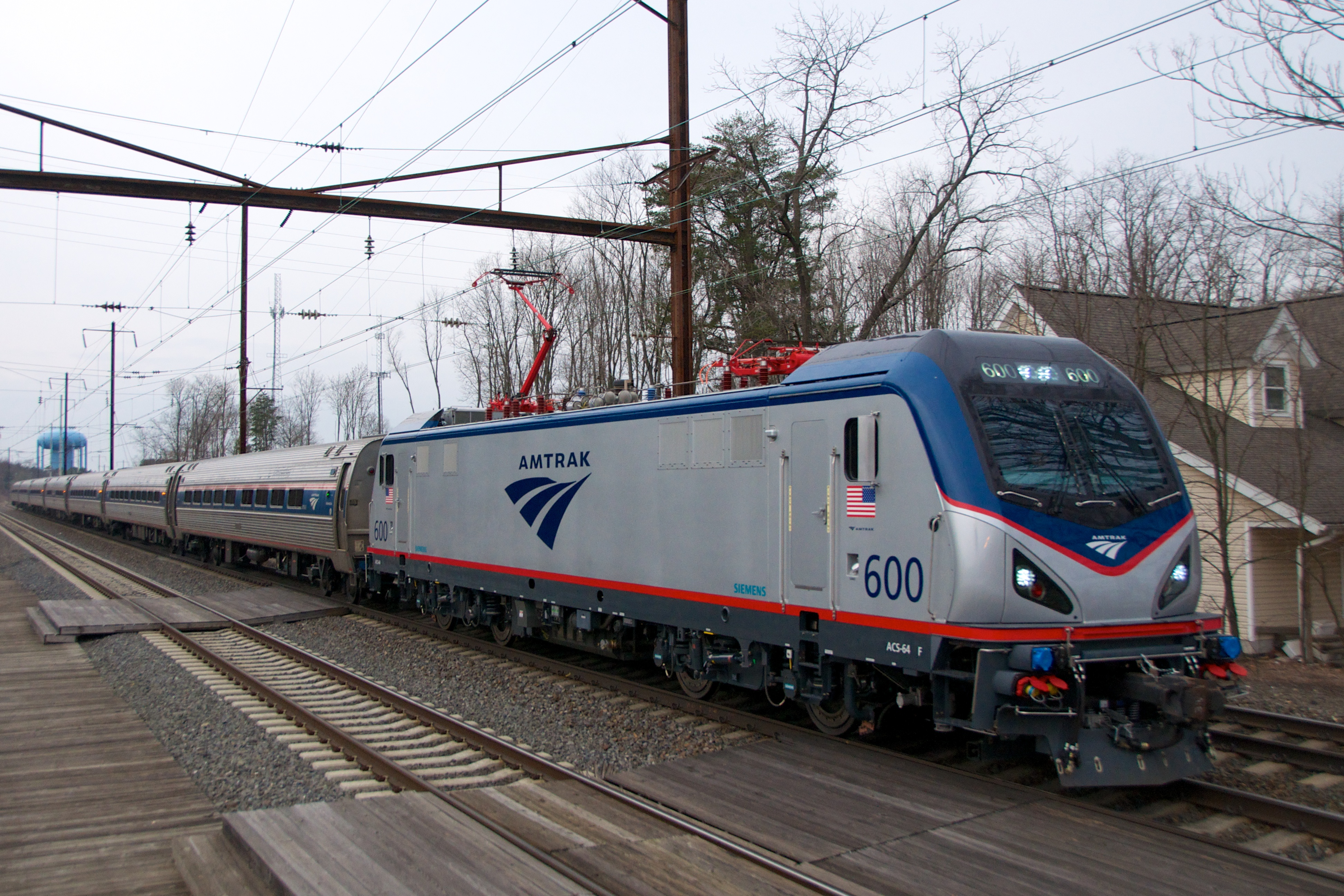
Amtrak ACS-64 mit der Nummer 600 im Planeinsatz am 8. Februar 2014 in Odenton, Maryland.

## Konstruktive Merkmale
Die ACS-64 basiert auf der Siemens-Produktplattform Vectron mit Anpassungen an den amerikanischen Markt, im Besonderen bezüglich der Festigkeit des Lokkastens bei einer Kollision. Sie ist eine Mehrsystemlokomotive, die mit den drei Wechselstromsystemen 25 kV 60 Hz, 12,5 kV 60 Hz und 12 kV 25 Hz betrieben werden kann. Die Lokomotive hat eine Spitzenleistung von 6400 kW (Dauerleistung: 5000 kW), so dass sie Reisezüge mit 18 Amfleet-Wagen in knapp unter acht Minuten auf 200 km/h beschleunigen kann; Züge mit nur acht Wagen desselben Typs werden von der ACS-64 in etwa 2,5 Minuten auf Tempo 200 gebracht.
Die Lokomotive weist Knautschzone und Aufkletterschutz auf. Die mechanische Struktur um den Führerstand ist so ausgelegt, dass sie auch im Falle einer Deformation noch einen Überlebensraum für den Lokführer bietet.
Fahrmotoren und Radsätze können ohne Ausbau der Drehgestelle getauscht werden.

## Weitere Abnehmer
Neben Amtrak bestellte auch die SEPTA im Juli 2015 insgesamt 13 Lokomotiven mit einer Option auf zwei weitere Lokomotiven, um die bis dahin eingesetzten Lokomotiven der Typen EMD AEM-7 und EMD ALP-44 zu ersetzen, wobei das Auftragsvolumen ca. 118 Mio. US-Dollar betrug. Seit 2018 werden die Lokomotiven vor schnellen Regionalzügen rund um Philadelphia eingesetzt.